# Sphagnum procerum
Sphagnum procerum là một loài rêu trong họ Sphagnaceae. Loài này được Schimp. ex Warnst. mô tả khoa học đầu tiên năm 1890.